# Мак-Кин (округ)
Округ Мак-Кин (англ. McKean County) располагается в штате Пенсильвания, США. Официально образован 26 марта 1804 года. По состоянию на 2010 год, численность населения составляла 43 450 человек.

## География
По данным Бюро переписи США, общая площадь округа равняется 2548,563 км2, из которых 2535,613 км2 суша и 12,950 км2 или 0,260 % это водоёмы.

## Население
По данным переписи населения 2000 года в округе проживает 45 936 жителей в составе 18 024 домашних хозяйств и 12 094 семей. Плотность населения составляет 18,00 человек на км2. На территории округа насчитывается 21 644 жилых строений, при плотности застройки около 9,00-ти строений на км2. Расовый состав населения: белые — 96,46 %, афроамериканцы — 1,87 %, коренные американцы (индейцы) — 0,32 %, азиаты — 0,30 %, гавайцы — 0,02 %, представители других рас — 0,40 %, представители двух или более рас — 0,61 %. Испаноязычные составляли 1,06 % населения независимо от расы.
В составе 30,50 % из общего числа домашних хозяйств проживают дети в возрасте до 18 лет, 52,50 % домашних хозяйств представляют собой супружеские пары проживающие вместе, 10,10 % домашних хозяйств представляют собой одиноких женщин без супруга, 32,90 % домашних хозяйств не имеют отношения к семьям, 28,30 % домашних хозяйств состоят из одного человека, 13,30 % домашних хозяйств состоят из престарелых (65 лет и старше), проживающих в одиночестве. Средний размер домашнего хозяйства составляет 2,40 человека, и средний размер семьи 2,93 человека.
Возрастной состав округа: 23,70 % моложе 18 лет, 7,90 % от 18 до 24, 28,50 % от 25 до 44, 23,20 % от 45 до 64 и 23,20 % от 65 и старше. Средний возраст жителя округа 39 лет. На каждые 100 женщин приходится 100,40 мужчин. На каждые 100 женщин старше 18 лет приходится 98,70 мужчин.
Средний доход на домохозяйство в округе составлял 0 USD, на семью — 0 USD. Среднестатистический заработок мужчины был 0 USD против 0 USD для женщины. Доход на душу населения составлял 0 USD. Около 0,00 % семей и 0,00 % общего населения находились ниже черты бедности, в том числе — 0,00 % молодежи (тех, кому ещё не исполнилось 18 лет) и 0,00 % тех, кому было уже больше 65 лет.